# Mogłem być tobą
Mogłem być tobą – singel zespołu Komety wydany 21 lutego 2011 roku. Pochodzi on z siódmego studyjnego albumu grupy – Luminal. Singel został wydany w wersji limitowanej na płycie CD przez wytwórnię Jimmy Jazz Records. 

## Lista utworów
1. „Mogłem być tobą”
2. „Za chwile się uduszę”[1].